# Bräkne domsagas valkrets
Bräkne domsagas valkrets var vid riksdagsvalen till andra kammaren 1866–1908 en egen valkrets med ett mandat. Valkretsen avskaffades vid övergången till proportionellt valsystem i valet 1911, då den uppgick i Blekinge läns valkrets. Valkretsen omfattade området för Bräkne domsaga.

## Riksdagsmän
- Johan Sjögren (1867–1870)
- Nils Nilsson (1871–1874)
- Lars Månsson (1875–1878)
- Pehr Pehrson, lmp 1879–1887, gamla lmp 1888–1894, lmp 1895–1908 (1879–1908)
- Bernt Santesson, lmp (1909–1911)

## Valresultat

### 1896
| Andrakammarvalet i Sverige 1896: Bräkne domsagas valkrets | Andrakammarvalet i Sverige 1896: Bräkne domsagas valkrets | Andrakammarvalet i Sverige 1896: Bräkne domsagas valkrets | Andrakammarvalet i Sverige 1896: Bräkne domsagas valkrets | Andrakammarvalet i Sverige 1896: Bräkne domsagas valkrets |
| Kandidat                                                  | Kandidat                                                  | Röster                                                    | Röster                                                    | Röster                                                    |
| Kandidat                                                  | Kandidat                                                  | Antal                                                     | %                                                         | +− %                                                      |
| --------------------------------------------------------- | --------------------------------------------------------- | --------------------------------------------------------- | --------------------------------------------------------- | --------------------------------------------------------- |
|                                                           | Pehr Pehrson                                              | 72                                                        | 70,6                                                      |                                                           |
|                                                           | Närmaste kandidat                                         | 15                                                        | 14,7                                                      |                                                           |
|                                                           | Övriga kandidater                                         | 15                                                        | 14,7                                                      | —                                                         |
| Antal giltiga röster                                      | Antal giltiga röster                                      | 102                                                       |                                                           |                                                           |
| Kasserade röster                                          | Kasserade röster                                          | 3                                                         |                                                           |                                                           |
| Totalt                                                    | Totalt                                                    | 105                                                       |                                                           |                                                           |

Valdeltagandet var 10,4%.

### 1899
| Andrakammarvalet i Sverige 1899: Bräkne domsagas valkrets | Andrakammarvalet i Sverige 1899: Bräkne domsagas valkrets | Andrakammarvalet i Sverige 1899: Bräkne domsagas valkrets | Andrakammarvalet i Sverige 1899: Bräkne domsagas valkrets | Andrakammarvalet i Sverige 1899: Bräkne domsagas valkrets |
| Kandidat                                                  | Kandidat                                                  | Röster                                                    | Röster                                                    | Röster                                                    |
| Kandidat                                                  | Kandidat                                                  | Antal                                                     | %                                                         | +− %                                                      |
| --------------------------------------------------------- | --------------------------------------------------------- | --------------------------------------------------------- | --------------------------------------------------------- | --------------------------------------------------------- |
|                                                           | Pehr Pehrson                                              | 81                                                        | 89,0                                                      | ▲18,4                                                     |
|                                                           | August Svensson i Torarp                                  | 11                                                        | 12,0                                                      |                                                           |
| Antal giltiga röster                                      | Antal giltiga röster                                      | 92                                                        |                                                           |                                                           |
| Kasserade röster                                          | Kasserade röster                                          | 1                                                         |                                                           |                                                           |
| Totalt                                                    | Totalt                                                    | 93                                                        |                                                           |                                                           |

Valet ägde rum den 7 september 1899. Valdeltagandet var 8,6%.

### 1902
| Andrakammarvalet i Sverige 1902: Bräkne domsagas valkrets | Andrakammarvalet i Sverige 1902: Bräkne domsagas valkrets | Andrakammarvalet i Sverige 1902: Bräkne domsagas valkrets | Andrakammarvalet i Sverige 1902: Bräkne domsagas valkrets | Andrakammarvalet i Sverige 1902: Bräkne domsagas valkrets |
| Kandidat                                                  | Kandidat                                                  | Röster                                                    | Röster                                                    | Röster                                                    |
| Kandidat                                                  | Kandidat                                                  | Antal                                                     | %                                                         | +− %                                                      |
| --------------------------------------------------------- | --------------------------------------------------------- | --------------------------------------------------------- | --------------------------------------------------------- | --------------------------------------------------------- |
|                                                           | Pehr Pehrson                                              | 282                                                       | 81,3                                                      | ▼7,7                                                      |
|                                                           | Närmaste kandidat                                         | 64                                                        | 18,4                                                      |                                                           |
|                                                           | Övriga kandidater                                         | 1                                                         | 0,2                                                       | —                                                         |
| Antal giltiga röster                                      | Antal giltiga röster                                      | 347                                                       |                                                           |                                                           |
| Kasserade röster                                          | Kasserade röster                                          | 2                                                         |                                                           |                                                           |
| Totalt                                                    | Totalt                                                    | 349                                                       |                                                           |                                                           |

Valet ägde rum den 14 september 1902. Valdeltagandet var 29,6%.

### 1905
| Andrakammarvalet i Sverige 1905: Bräkne domsagas valkrets | Andrakammarvalet i Sverige 1905: Bräkne domsagas valkrets | Andrakammarvalet i Sverige 1905: Bräkne domsagas valkrets | Andrakammarvalet i Sverige 1905: Bräkne domsagas valkrets | Andrakammarvalet i Sverige 1905: Bräkne domsagas valkrets |
| Kandidat                                                  | Kandidat                                                  | Röster                                                    | Röster                                                    | Röster                                                    |
| Kandidat                                                  | Kandidat                                                  | Antal                                                     | %                                                         | +− %                                                      |
| --------------------------------------------------------- | --------------------------------------------------------- | --------------------------------------------------------- | --------------------------------------------------------- | --------------------------------------------------------- |
|                                                           | Pehr Pehrson                                              | 365                                                       | 86,1                                                      | ▲4,8                                                      |
|                                                           | Närmaste kandidat                                         | 57                                                        | 13,4                                                      |                                                           |
|                                                           | Övriga kandidater                                         | 2                                                         | 0,5                                                       | —                                                         |
| Antal giltiga röster                                      | Antal giltiga röster                                      | 424                                                       |                                                           |                                                           |
| Kasserade röster                                          | Kasserade röster                                          | 4                                                         |                                                           |                                                           |
| Totalt                                                    | Totalt                                                    | 428                                                       |                                                           |                                                           |

Valet ägde rum den 17 september 1905. Valdeltagandet var 35,4%.

### 1908
| Andrakammarvalet i Sverige 1908: Bräkne domsagas valkrets | Andrakammarvalet i Sverige 1908: Bräkne domsagas valkrets | Andrakammarvalet i Sverige 1908: Bräkne domsagas valkrets | Andrakammarvalet i Sverige 1908: Bräkne domsagas valkrets | Andrakammarvalet i Sverige 1908: Bräkne domsagas valkrets |
| Kandidat                                                  | Kandidat                                                  | Röster                                                    | Röster                                                    | Röster                                                    |
| Kandidat                                                  | Kandidat                                                  | Antal                                                     | %                                                         | +− %                                                      |
| --------------------------------------------------------- | --------------------------------------------------------- | --------------------------------------------------------- | --------------------------------------------------------- | --------------------------------------------------------- |
|                                                           | Bernt Santesson                                           | 608                                                       | 76,9                                                      |                                                           |
|                                                           | Nils Elof Brorsson (frisinnad)                            | 182                                                       | 23,0                                                      |                                                           |
|                                                           | Övriga kandidater                                         | 1                                                         | 0,1                                                       | —                                                         |
| Antal giltiga röster                                      | Antal giltiga röster                                      | 791                                                       |                                                           |                                                           |
| Kasserade röster                                          | Kasserade röster                                          | 3                                                         |                                                           |                                                           |
| Totalt                                                    | Totalt                                                    | 794                                                       |                                                           |                                                           |

Valet ägde rum den 6 september 1908. Valdeltagandet var 56,2%.